# Enkelejda Shehu
Enkelejda Shehu (geb. 23. Januar 1969 in Tirana) ist eine ehemalige albanisch-US-amerikanische Sportschützin. Sie trat bei den Olympischen Sommerspielen 1992 in Barcelona und Olympischen Sommerspielen 1992 in Atlanta an. Nach einer längeren Pause startete sie wieder 2016 für die Vereinigten Staaten.

## Sport
Shehu nahm 1992 mit der 25 m Sportpistole (14.), sowie 1996 mit dem 10 m Luftgewehr (21.) und der 25 m Sportpistole (15.) teil. 2016 erreichte sie für die Vereinigten Staaten im Wettkampf mit der 10 m Luftpistole Platz 40 und mit der 25 m Sportpistole Platz 33.
Außerdem hatte sie in den Mittelmeerspielen 1991 in Athen mit der Sportpistole die Bronzemedaille gewonnen. 

## Persönliches
Sie lebt in Naples, Florida und hat mit ihrem Ehemann ein griechisches Restaurant.